# Los Canemassos
Los Canemassos és un indret del terme municipal de Conca de Dalt, a l'antic terme d'Hortoneda de la Conca, al Pallars Jussà, en territori que havia estat de l'antiga caseria dels Masos de la Coma.
Està situat a prop de l'extrem nord-oriental del terme municipal, a llevant d'Hortoneda i a llevant, també, de la Coma d'Orient. És a la riba esquerra del barranc de la Coma d'Orient, al nord de l'Obaga de la Coma.